# Thelypteris randallii
Thelypteris randallii är en kärrbräkenväxtart som beskrevs av William Ralph Maxon, Amp; C. V. Morton och Conrad Vernon Morton. Thelypteris randallii ingår i släktet Thelypteris och familjen Thelypteridaceae. Inga underarter finns listade.